# Hackelia amethystina
Hackelia amethystina är en strävbladig växtart som beskrevs av Howell. Hackelia amethystina ingår i släktet Hackelia och familjen strävbladiga växter. Inga underarter finns listade i Catalogue of Life.